# فیتوفلون

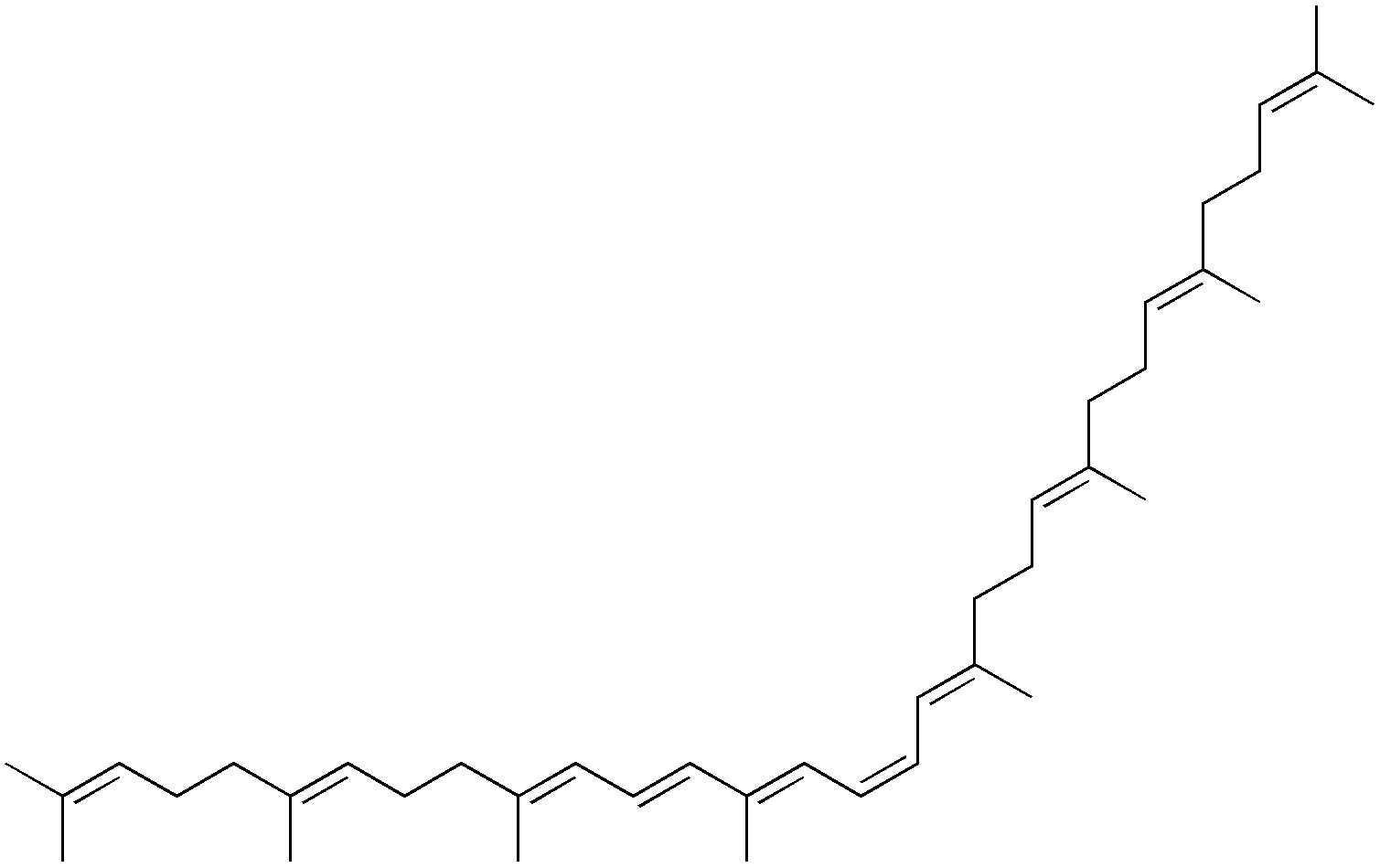
نمایی از ساختار شیمیایی فیتوفلوئن C_{40}H_{62}

فیتوفلون (به انگلیسی: Phytofluene) با فرمول شیمیایی C40H62 یک ترکیب شیمیایی با شناسه پاب‌کم ۲۴۵۷۱ است؛ که جرم مولی آن ۵۴۲٫۹۲۰۲۸ گرم بر مول می‌باشد.